# Dirk Hetterschij
Dirk Christiaan Marie Hetterschij (Alblasserdam, 18 juni 1891 – Rhenen, 4 september 1948) was een marineofficier in dienst van de Nederlandse Koninklijke Marine. Hij was commandant aan boord van de onderzeeboot Hr. Ms. K XVIII gedurende de wetenschappelijke expeditie met geofysicus en geodeet Felix Vening Meinesz. Deze reis vertrok op 14 november 1934 vanuit Den Helder met een omweg naar Soerabaja, waar de onderzeeboot op 11 juli 1935 aankwam.

## Carrière
D.C.M. Hetterschij begon zijn carrière bij de Koninklijke Marine in 1910 als adelborst. Vanaf 1922 voerde hij het gezag over verschillende onderzeeboten. In 1927 werd luitenant-ter-zee der tweede klasse Hetterschij adjudant van de commandant van Willemsoord, schout-bij-nacht L.J. Quant. Quant had veel aandacht voor de relatie met de pers en het publiek. Waarschijnlijk heeft Hetterschij hier een voorbeeld aangenomen voor zijn reis in 1934/1935.
Bij deze reis voerde Hetterschij het bewind over de K XVIII, nadat hij eerder in 1934 had toegezien op de bouw van het vaartuig bij de werf van Wilton-Fijenoord in Rotterdam. Tijdens de reis had Hetterschij met name aandacht voor vlagvertoon in de havens die de onderzeeboot aandeed. Onderweg werden Funchal, Saint Vincent, Dakar, Pernambuco, Rio de Janeiro, Montevideo, Buenos Aires, Mar del Plata, Tristan da Cunha, Kaapstad, Durban, Port Louis (Mauritius) en Fremantle aangedaan. Het wetenschappelijke aspect van de reis deed weleens onder aan dit doel. Zo werden er op het laatste traject van de reis, van Mauritius naar Australië, geen metingen meer gedaan toen het vaartuig steeds meer gebreken vertoonde. Hetterschij wilde dat de onderzeeboot in volle glorie zou arriveren op de eindbestemming. De reis zorgde ervoor dat de Marine weer grote populariteit genoot na de Muiterij op De Zeven Provinciën. Na deze reis werd Hetterschij voor twee jaar commandant bij de Onderzeedienst in Soerabaja. In de Tweede Wereldoorlog speelde hij een belangrijke rol in het illegale verzet en zat hij enige tijd in Duits gevangenschap, maar werd wegens gezondheidsredenen vrijgelaten. De laatste maanden van de oorlog verbleef hij met zijn gezin in Veenendaal.  Na de oorlog was hij directeur van het Loodswezen. Op 25 maart 1947 werd Hetterschij benoemd tot schout-bij-nacht. Een jaar later overleed hij onverwachts op 57-jarige leeftijd.

### Onderscheidingen[1]
- 1931 – ridder in de Orde van Oranje Nassau
- 1935 – officier in de Orde van Oranje Nassau
- 1936 – Gouden De Ruyter medaille: K.XVIII
- 1936 – Draagpenningen van de Rijkscommissie voor Graadmeting
- Officier in de Orde van Leopold II van België
- Marianerkruis van Oostenrijk

## Familieleven[4]
Hetterschij was driemaal gehuwd. Hij trouwde op 30 april 1918 met Jacoba Johanna Visser (1891-1980). Na een huwelijk van 9 jaar werd in 1927 een echtscheiding uitgesproken. Op 14 juni 1928 trouwde hij met Gezina Jantina van Kleffens (1896-1930). Twee jaar later, op 3 maart 1930, overleed zij bij de geboorte van haar doodgeboren kind. Op 18 oktober 1934, slechts een maand voor het vertrek van de K XVIII, trouwde hij voor de derde en laatste keer. Zijn bruid, Justine Amatha Dorothea Schermer (1897-1974), was slechts enkele maanden daarvoor gescheiden van haar man, Karel Doorman, met wie zij drie kinderen had. Met Hetterschij zou zij nog een zoon krijgen: Dirk Christiaan Maria Hetterschij, op 12 januari 1937. Justine zou haar man met 26 jaar overleven: zij overleed op 1 november 1974 in Den Haag. Dirk Hetterschij en Justina Schermer liggen in een gezamenlijk graf op een begraafplaats in Rhenen.